# Idiogaryops paludis
Idiogaryops paludis es una especie de arácnido del orden Pseudoscorpionida de la familia Sternophoridae.

## Distribución geográfica
Se encuentra en Estados Unidos.